# Henri Rolin
Henri Marthe Sylvie Rolin (Gent, 3 mei 1891 - Parijs, 20 april 1973) was een Belgisch senator voor de PSB.

## Levensloop
Rolin werd geboren als Henri Marthe Sylvie (ref. geb.akte 1642 folio 33 pag. 606 om 2:30 uur) in de uitgebreide familie Rolin die vooraanstaande juristen telde. Minister Hippolyte Rolin was zijn grootvader, minister Gustave Rolin-Jaequemyns zijn oom, minister Edouard Rolin-Jacquemyns zijn neef, volksvertegenwoordiger Robert Rolin-Jacquemyns zijn achterneef.
Zijn vader was Albéric Rolin (1843-1937) die trouwde met de Aalsterse Sylvie Borreman. Het gezin telde acht kinderen, vijf jongens en drie meisjes. Albéric Rolin werd advocaat in Gent en werd stafhouder van de Gentse balie. Hij werd hoogleraar aan de Universiteit Gent, werd voorzitter van het Institut de Droit International en vanaf 1906 was hij hoofdbibliothecaris van het Vredespaleis in Den Haag.
Henri was in 1914 bijna klaar met zijn rechtenstudies aan de universiteit van Gent. Hij promoveerde in 1919 aan de ULB en vestigde zich als advocaat in Brussel. Hij werd hoogleraar internationaal recht aan de ULB van 1933 tot 1961. Van 1947 tot 1950 was hij decaan van de Rechtsfaculteit.
Tijdens de Eerste Wereldoorlog werd hij luitenant in het Belgisch leger. Hij werd tweemaal zwaar gekwetst en, ondanks het sneuvelen van drie van zijn broers, bleef hij aan het front tot 11 november 1918.
Hij nam deel aan de voorbereidende bijeenkomsten voor het opstellen van het Verdrag van Versailles en de stichting van de Volkerenbond, als secretaris van Paul Hymans. Hij was nadien verschillende malen Belgisch afgevaardigde op sessies van de Volkerenbond. Vanaf 1925 nam hij deel aan de besprekingen die leidden tot het Verdrag van Locarno over de vreedzame regeling van geschillen.
In 1925 trouwde hij met Thérèse Lambiotte (1898-1988) en ze kregen vijf dochters.
Datzelfde jaar werd hij kabinetschef van Emile Vandervelde. In 1928 werd hij lid van de Belgische Werkliedenpartij (BWP) en werd in 1932 gecoöpteerd senator, een mandaat dat hij uitoefende tot in 1968.
Gedurende de hele periode blonk hij uit door zijn principiële rechtlijnigheid en dit deed hem vaak botsen met meer praktijkgerichte en meer soepele politici zoals bijvoorbeeld Paul-Henri Spaak. Hij nam actief stelling tegen:
- de aanhechting van Mantsjoerije bij Japan;
- de verovering van Abyssinië door Italië;
- de Akkoorden van München;
- de Belgische neutraliteitspolitiek na 1936;
- het Francoregime in Spanje.

In juli 1941 ontsnapte hij aan arrestatie en kon ontkomen naar Engeland, waar hij zich onmiddellijk aansloot bij de groep van parlementsleden die zich in Londen bevonden. Van 19 februari tot 2 oktober 1942 was hij Onderstaatssecretaris voor de Landsverdediging. Hij slaagde er onvoldoende in de problemen binnen de Belgische strijdkrachten op te lossen en premier Hubert Pierlot nam zelf het departement Landsverdediging in handen. Rolin was vervolgens actief bij de voorbereiding van de terugkeer van de regering naar België. Na de Bevrijding kwam hij naar het land terug als kolonel en tweede in bevel van het departement Burgerzaken. Hij nam onmiddellijk weer zijn mandaat als senator op.
In 1945 was hij Belgisch afgevaardigde op de stichtingsvergadering van de Verenigde Naties in San Francisco en zat er een commissie voor. Hij vertegenwoordigde België op de algemene vergadering van de Verenigde Naties in 1948 en 1957.
In 1946 was hij van 13 tot 31 maart Minister van Justitie in de uiterst kortstondige tweede regering van Paul Henri Spaak.
Van november 1947 tot november 1949 was Rolin voorzitter van de Senaat.
In de naoorlogse periode speelde hij een belangrijke rol bij de tegenstanders van koning Leopold III. Hij speelde ook een actieve rol tijdens de rondetafel die in 1959-1960 leidde tot de onafhankelijkheid van Belgisch-Congo.
Op 21 juli 1948 werd hij benoemd tot minister van Staat.

## Internationaal Recht
Rolin werd geassocieerd lid van het Instituut voor Internationaal Recht in 1924 en lid in 1936. Hij was voorzitter in 1961-1963.
Hij was vanaf de stichting en tot in 1959 lid van de Raad van Europa. Hij ontwierp samen met René Cassin het Europees Verdrag tot bescherming van de rechten van de mens en de fundamentele vrijheden dat op 4 november 1950 in Rome werd ondertekend.
In 1959 werd hij rechter en ondervoorzitter bij het Europees Hof voor de Rechten van de Mens.
Vanaf 1939 was hij lid van het Permanent Hof van Arbitrage. Als advocaat trad hij vaak op als raadsman voor het Permanent Hof van Internationale Justitie, later het Internationaal Gerechtshof, onder meer:
- voor de Belgische regering:
  - betreffende de opzegging van het Belgisch-Chinees Verdrag van 2 november 1865;
  - tegen de elektriciteitsmaatschappij van Bulgarije;
  - tegen de Barcelona Traction, Light, Heat & Power Company;
- voor de regering van Griekenland, betreffende Ambatielos;
- voor de regering van Iran, betreffende Anglo-Iranîan Oil Company;
- voor de regering van Guatemala, betreffende Nottebohm;
- voor de regering van Zweden, betreffende de toepassing van de Conventie van 1902 over de voogdij van minderjarigen;
- voor de regering van India, betreffende het doorgangsrecht op Indisch grondgebied;
- voor de regering van Nicaragua, betreffende een arbitrage uitgesproken door de koning van Spanje in 1906;
- voor de regering van Thailand, betreffende de tempel van Préah Vihéar.

Tijdens zijn laatste levensjaren voerde hij nog strijd:
- tegen de Amerikaanse interventie en oorlog in Vietnam;
- tegen de herbewapening van Duitsland en het project van Europese Defensiegemeenschap;
- tegen de politiek van Paul-Henri Spaak, die hij te 'atlantistisch' vond;
- tegen de steun verleend aan Franco en aan Chiang Kai-shek, met als argument dat ze anti-communist waren.

De Europese Unie, een initiatief van onder meer Spaak, was geen project waar hij zich tegen verzette, maar hij maakte er zich ook niet warm voor, gelet op zijn algemene zienswijze die elke vorm van blokvorming niet gunstig vond voor de wereldvrede.

## Eerbetoon
- De kazerne Rolin in Brussel kreeg zijn naam in herinnering aan Hippolyte (1885-1914), Louis (1886-1915) en Gustave Rolin (1892-1918), drie broers van Henri Rolin, die sneuvelden tijdens de Eerste Wereldoorlog.
- Henri Rolin werd eredoctor aan de universiteit van Grenoble.
- De Henri Rolinlaan in Waterloo draagt zijn naam.
- Na zijn dood werd binnen de ULB de vzw Les Amis d'Henri Rolin opgericht, die in 2001 werd opgevolgd door het Fonds Henri Rolin, die bijna jaarlijks de 'Prix Henri Rolin' uitreikt.
- De ULB heeft sinds 1974 een Leerstoel Henri Rolin voor internationaal recht.

## Publicaties
- Le bilan de la Société des Nations de 1923, Brussel, 1924.
- Le Règlement pacifique des différends internationaux, Société des Nations, 1925.
- La politique de la Belgique dans la Société des Nations, Genève, 1931.
- La Belgique neutre?, Brussel, 1937.
- Notre politique extérieure conduit-elle à la paix?, Brussel, 1938.
- Droits et devoirs de la Belgique neutre dans la guerre actuelle, Brussel, 1939.
- The constitunional crisis in Belgium, in: Foreign Affairs, New York, 1946.
- Les principes du droit international public, Parijs, 1950.
- L’heure de la Conciliation Comme Mode de Règlement Pacifique des Litiges, 1957.
- La sécurité collective et l'O.T.A.N., in: Liber amicorum August De Schrijver, Gent, 1968.
- Oeuvres d’Henri Rolin:
  - tome I : Henri Rolin et la sécurité collective dans l’entre-deux-guerres, teksten gepresenteerd door Michel Waelbroeck, Brussel, Les Amis d’Henri Rolin, 1988.
  - tome Il : Henri Rolin et les droits de l’homne, teksten gepresenteerd door Philippe Frumer, Brussel, Les Amis d’Henri Rolin, 1998.
  - tome III: Henri Rolin et le règlement pacifique des différends, Brussel, Les Amis d'Henri Rolin (nog onuitgegeven).